# Richard Gant
Richard Edward Gant (ur. 10 marca 1944 w San Francisco) – amerykański aktor telewizyjny i filmowy. 6 lutego 2007 dołączył do obsady opery mydlanej ABC Szpital miejski w roli doktora Russella Forda.

## Filmografia

### Filmy kinowe
- 2010: Czekając na wieczność (Waiting for Forever) jako Albert
- 2006: Piekielne sąsiedztwo (Hood of Horror) jako Jackson
- 2000: Gruby i chudszy 2: Rodzina Klumpów (Nutty Professor II: The Klumps) jako ojciec Denise
- 1998: Big Lebowski (The Big Lebowski) jako starszy glina
- 1998: Godzilla jako admirał Phelps
- 1993: Posse – Opowieść o Jesse Lee (Posse) jako Doubletree
- 1993: Piątek, trzynastego IX: Jason idzie do piekła (Jason Goes to Hell: The Final Friday) jako koroner Phil
- 1990: Nowicjusz (The Freshman) jako Lloyd Simpson
- 1990: Rocky V (Rocky V) jako George Washington Duke
- 1987: Podejrzany (Suspect) jako Everett Bennett
- 1980: Noc szaleńca (Night of the Juggler) jako glina w szpitalu

### Seriale TV
- 2008: Orły z Bostonu (Boston Legal) jako sędzia Vincent Kimball
- 2007–: Szpital miejski (General Hospital) jako dr Russell Ford
- 2004–2006: Deadwood jako Hostetler
- 2004: JAG – Wojskowe Biuro Śledcze (JAG)
- 2003: Czarodziejki (Charmed) jako naczelny lekarz czarodziejek
- 2002: Tajemnice Smallville (Smallville) jako dyrektor Reynolds
- 2002: Tragikomiczne wypadki z życia Titusa (Titus) jako agent FBI
- 2002: Powrót do Providence (Providence) jako sędzia William Fulshaw
- 2000: Sprawy rodzinne 2 (Family Law) jako sędzia John Wyles
- 1999: Nowojorscy gliniarze (NYPD Blue) jako Sierżant Bill Dornan
- 1998: Ostry dyżur (ER) jako pan Lipson
- 1997: Babilon 5 (Babylon 5) jako kapitan Edward MacDougan
- 1997: Przyjaciele (Friends) jako dr Rhodes
- 1996: Szpital Dobrej Nadziei (Chicago Hope) jako detektyw Darryl Harding
- 1996: Dotyk anioła (Touched by an Angel) jako Johnson
- 1995: Szeryf (The Marshal) jako Glenfield
- 1994: Gdzie diabeł mówi dobranoc (Picket Fences) jako prawnik
- 1994: Nowojorscy gliniarze (NYPD Blue) jako sierżant Bill Dornan
- 1994: Nowe Przygody Supermana (Lois & Clark: New Adventures of Superman) jako sędzia
- 1993: Skrzydła (Wings) jako Jack
- 1993: Kroniki Seinfelda (Seinfeld) jako Fred
- 1993: Prawnicy z Miasta Aniołów (L.A. Law) jako pan Holmes
- 1992: Murphy Brown jako sędzia
- 1992: Beverly Hills, 90210 jako inspektor
- 1991: MacGyver jako inspektor Johnny Denmark
- 1989: Policjanci z Miami (Miami Vice) jako Battlin' Barry Gay
- 1989: Bill Cosby Show (The Cosby Show) jako poruszający się mężczyzna